# 김덕중 (1980년)
김덕중(1980년 6월 5일 ~ )은 대한민국의 축구 선수이며, 포지션은 수비수이다.